# NGC 6675
NGC 6675 este o galaxie spirală situată în constelația Lira. A fost descoperită în iulie 1865 de către Édouard Stephan⁠(d). Se află la o distanță de 39,63 de megaparseci de Pământ.